# Альбатрос мандрівний
Альбатрос мандрівний (Diomedea exulans) — великий морський птах родини альбатросових (Diomedeidae). Мають циркумполярний ареал у Південному океані. Це найновіший з описаних видів альбатросів, і довгий час його вважали одним видом з тристанським та антиподським альбатросами. Мандрівний альбатрос має найдовший розмах крил серед усіх живих птахів — близько 3,5 м.
У дорослих особин оперення повністю біле, за винятком тонких чорних облямівок на задній частині крил. У цих птахів могутній дзьоб, а лапи мають блідий рожевий відтінок. Очі, як правило, темно-коричневого кольору. Молодняк істотно відрізняється від дорослих за своїм зовнішнім виглядом. У нього буре оперення, яке лише з часом вицвітає і перетворюється на біле. Останні залишки бурого забарвлення зустрічаються, як правило, як смужка на грудях.
Мандруючі альбатроси гніздяться на субантарктичних островах. До них належать, наприклад, Південна Джорджія, острови Крозе, Кергелен, острови Антиподів і Маккуорі.

## Спосіб життя

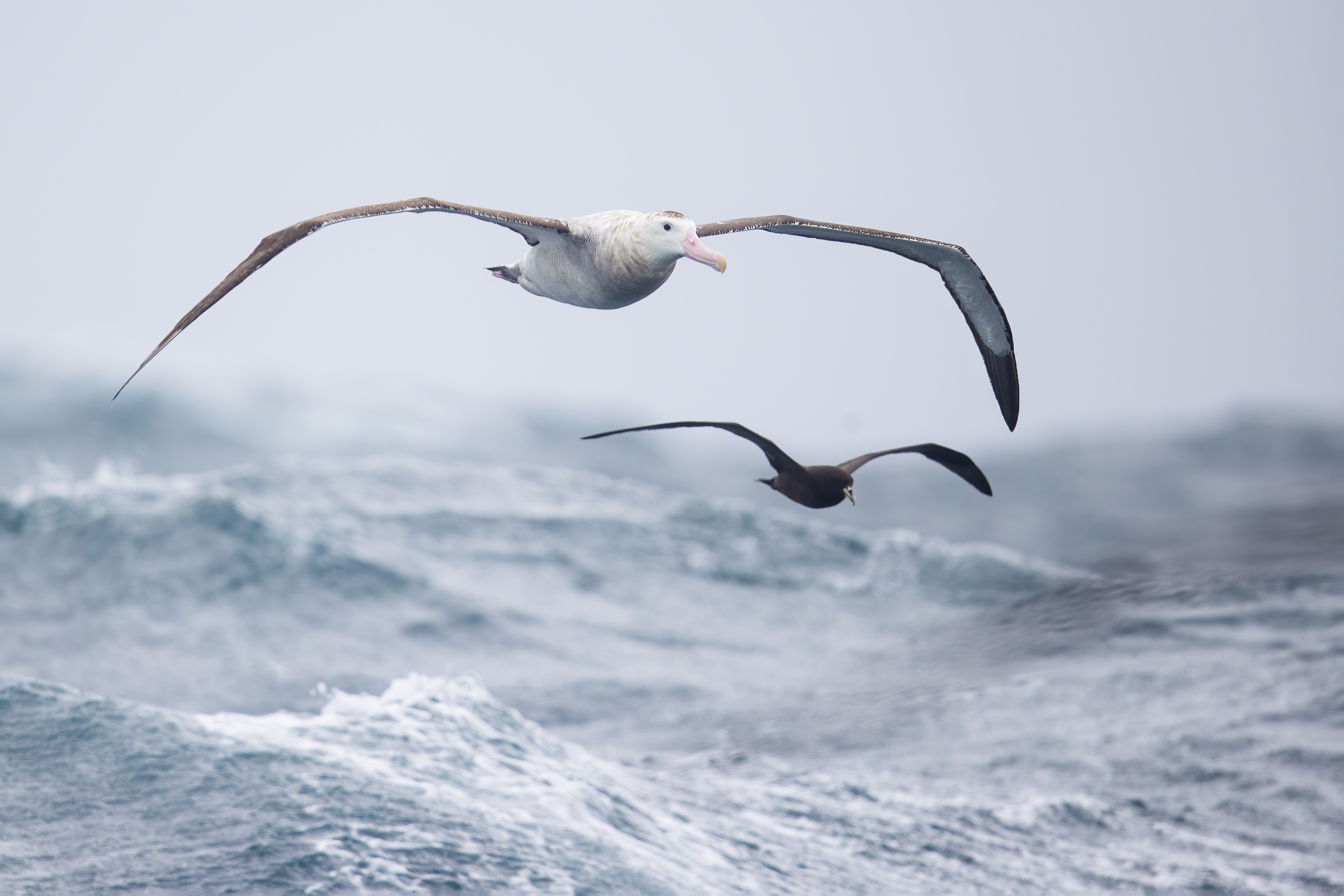
У польоті (півострів Тасман)

Мандрівний альбатрос — одиночний птах, але гніздиться колоніями. Живиться рибою, молюсками та ракоподібними, а так само відходами. Тривалість життя: 10—30 років, але може дожити й до 70 років.

### Харчування
Альбатрос полює вночі. Також альбатрос розшукує залишки їжі, викинуті з кораблів. Тому це єдині птахи, які супроводжують кораблі, що плавають за тисячі кілометрів від берега. Альбатроси з'являються над водою перед бурею, оскільки хвилі в цей час виносять їжу на поверхню.

## Розмноження

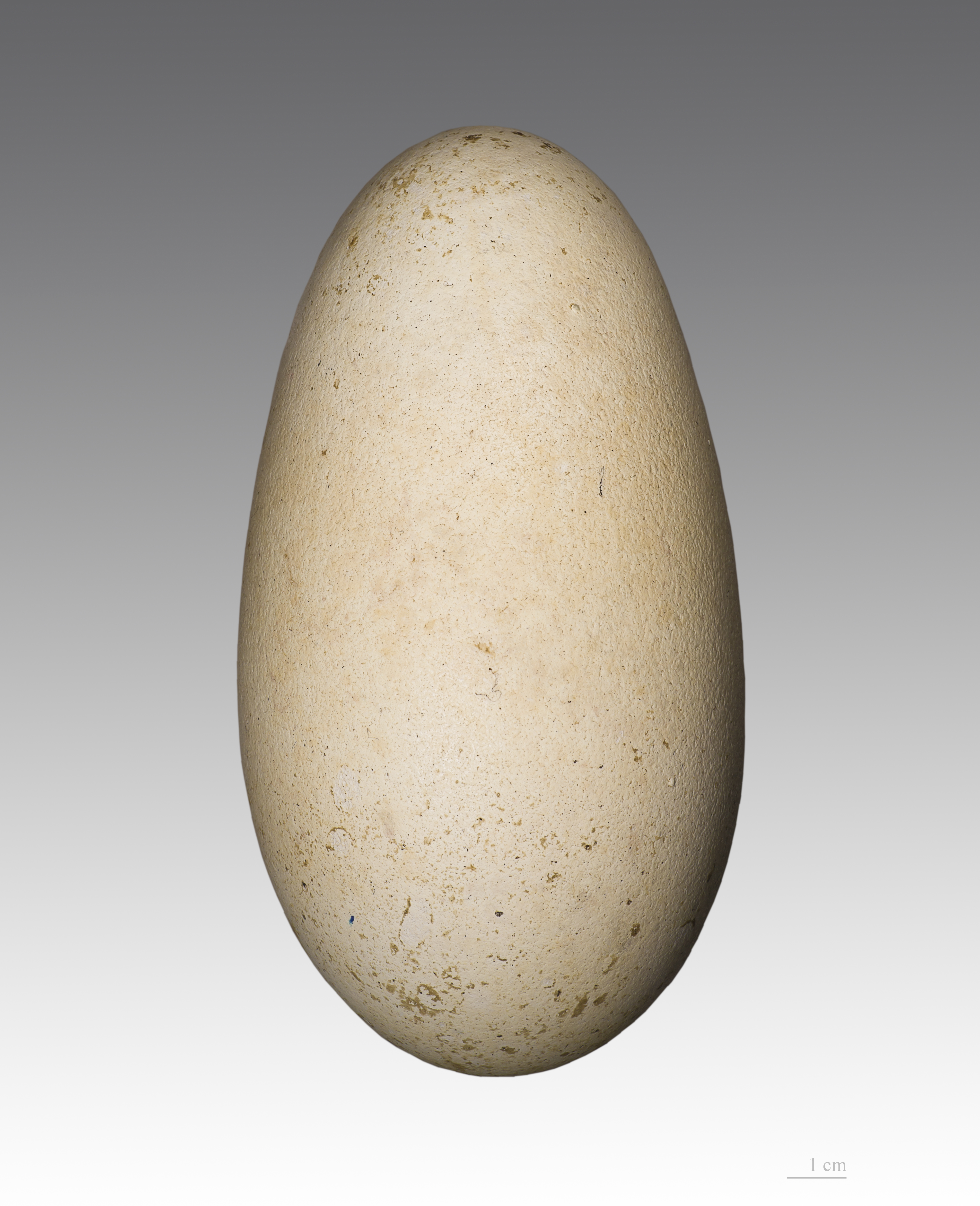
Яйце Diomedea exulans

Хоча тривалість життя альбатроса велика, нащадків у нього небагато. У окремих випадках він починає гніздитись раніше 7—8 років. Нерідко на пошук партнера йде 15 років. Альбатрос утворює пару на все життя, поки один з партнерів не гине. Якщо після тривалого часу у партнерів не з'являються пташенята, пари розходяться в пошуках іншої пари.
Гніздиться на скелястих схилах, таких як на острові Південна Джорджія. Гніздові колонії розташовуються на схилах, кручах або на берегах відкритих островів, що добре обдуваються вітром. Самці та самки використовують складні й довгі шлюбні танці, під час яких кланяються і труться один об одного дзьобами. З широко розставленими крилами вони йдуть один до одного. Його кульмінація підняття дзьобів до неба і випускання гучного крику.
Партнери разом будують гніздо. Будують з трави та моху, або ж використовують старі гнізда. Гніздо схоже на велику виїмку близько 30 см завглибшки. Завширшки гніздо близько метра. Самка відкладає одне яйце масою 500 г. Люди часто розоряють гнізда, збираючи яйця альбатросів. Велику частину турботи про гніздо проявляє самець. Висиджуючи яйце, птахи змінюють один одного кожні 2—3 тижні. Максимально було зафіксовано, що один з партнерів відлучився на пошуки їжі на 35 днів. За цей час він пролетів до Антарктиди й назад приблизно 24 000 км. Побачивши на горизонті Антарктиду він відразу ж повернув назад. Доросла самка важить від 7 до 9 кг, самець від 8 до 10 кг. Під час насиджування яйця птах втрачає в середньому 17 % своєї ваги. Інкубація яйця продовжується 75—82 дні. За пташеням батьки піклуються 275 днів.
Батьки годують пташенят протягом всієї зими, перші 20 днів щоденно, пізніше з великими розривами, зате отримують більше їжі. У перервах між годуваннями пташенята залишаються самі, тому стають легкою здобиччю для хижаків, таких як мартини.

## Політ
У мандрівного альбатроса довгі вузькі крила. Для плануючого польоту він переважно користується динамічним ширянням, тобто градієнти повітряних течій. У безвітряні дні або при низькій температурі повітря птах не підіймається високо. Взагалі птах рідко літає вище 15 м над водою. У день цей альбатрос може пролетіти від 200 до 1000 км.